# Regering-Teleki I

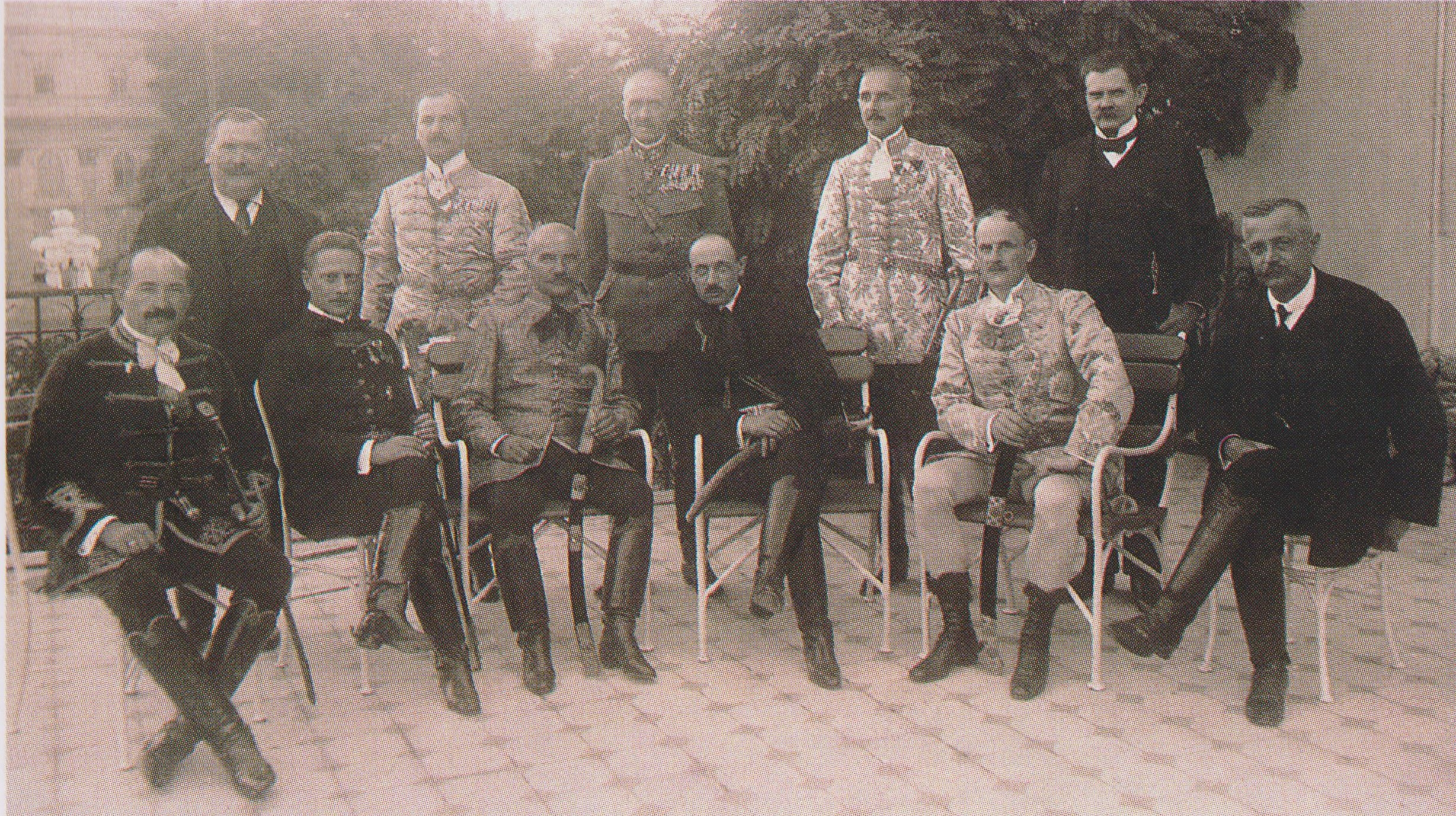
De regering-Teleki I

De regering-Teleki I was de regering onder leiding van graaf Pál Teleki die Hongarije bestuurde van 19 juli 1920 tot 14 april 1921. De regering kwam tot stand na de val van de regering-Simonyi-Semadam ten gevolge van het voor Hongarije rampzalige Verdrag van Trianon en de Witte Terreur die door het land raasde. De nieuwe regering bestond voor een groot deel uit ministers van de voorgaande regering. De regering-Teleki kwam ten val door de couppoging van Karel IV op 26 en 27 maart 1921.

## Samenstelling
| Functie en bevoegdheden         | Naam                    | Termijn                            |  | Partij                                    |
| ------------------------------- | ----------------------- | ---------------------------------- |  | ----------------------------------------- |
| Premier                         | Pál Teleki              | 19 juli 1920 – 14 april 1921       |  |                                           |
| Minister van Binnenlandse Zaken | Gyula Ferdinandy        | 19 juli 1920 – 19 februari 1921    |  | Partij van Kleine Boeren en Landarbeiders |
| Minister van Binnenlandse Zaken | Vilmos Pál Tomcsányi    | 19 februari 1921 – 14 april 1921   |  | Partij van Kleine Boeren en Landarbeiders |
| Minister van Landbouw           | Gyula Rubinek           | 19 juli 1920 – 17 augustus 1920    |  | Partij van Kleine Boeren en Landarbeiders |
| Minister van Landbouw           | István Nagyatádi Szabó  | 17 augustus 1920 – 14 april 1921   |  | Partij van Kleine Boeren en Landarbeiders |
| Minister van Defensie           | István Sréter           | 19 juli 1920 – 16 december 1920    |  |                                           |
| Minister van Defensie           | Sándor Belitska         | 16 december 1920 – 14 april 1921   |  |                                           |
| Minister van Justitie           | Vilmos Pál Tomcsányi    | 19 juli 1920 – 14 april 1921       |  | Partij van Kleine Boeren en Landarbeiders |
| Minister van Handel             | Gyula Rubinek           | 19 juli 1920 – 16 december 1920    |  |                                           |
| Minister van Handel             | Lajos Hegyeshalmy       | 16 december 1920 – 14 april 1921   |  |                                           |
| Minister van Buitenlandse Zaken | Imre Csáky              | 19 juli 1920 – 16 december 1920    |  |                                           |
| Minister van Buitenlandse Zaken | Pál Teleki (waarnemend) | 16 december 1920 – 18 januari 1921 |  | Partij van Christelijke Nationale Eenheid |
| Minister van Buitenlandse Zaken | Gusztáv Gratz           | 18 januari 1921 – 14 april 1921    |  |                                           |
| Minister van Welzijn en Arbeid  | Ágost Benárd            | 19 juli 1920 – 14 april 1921       |  |                                           |
| Minister van Financiën          | Frigyes Korányi         | 19 juli 1920 – 16 december 1920    |  | Partij van Kleine Boeren en Landarbeiders |
| Minister van Financiën          | Lóránt Hegedüs          | 16 december 1920 – 14 april 1921   |  | Partij van Kleine Boeren en Landarbeiders |
| Godsdienst en Onderwijs         | István Haller           | 19 juli 1920 – 16 december 1920    |  | Partij van Christelijke Nationale Eenheid |
| Godsdienst en Onderwijs         | József Vass             | 16 december 1920 – 14 april 1921   |  | Partij van Christelijke Nationale Eenheid |
| Minister zonder portefeuille    | József Vass             | 19 juli 1920 – 14 april 1921       |  | Partij van Christelijke Nationale Eenheid |